# Lutjanus ehrenbergii
Espèce
Le vivaneau carpe (Lutjanus ehrenbergii) est une espèce de poissons de la famille des Lutjanidés.

## Distribution
Cette espèce est de distribution indo-pacifique.

## Publication originale
- Peters, 1869 : Über neue oder weniger bekannte Fische des Berliner Zoologischen Museums. Monatsberichte der Akademie der Wissenschaft zu Berlin, vol. 1869, p. 703-711.